# Goodingia capillastericola
Goodingia capillastericola is een slakkensoort uit de familie van de Eulimidae. De wetenschappelijke naam van de soort is voor het eerst geldig gepubliceerd in 1970 door Minichev.